# Scelorchilus rubecula
Scelorchilus rubecula là một loài chim trong họ Rhinocryptidae.